# Ginnastica ai XIV Jeux des îles
Le gare di ginnastica artistica ai XIV Jeux des îles si sono svolte nel palazzetto della ginnastica Escola da Ribeira Grande, dal 26 al 29 maggio 2010.

## Formula
Si è disputata una competizione a squadre, la cui classifica finale è stata stilata con la somma dei punteggi totali ottenuti nella competizione maschile e in quella femminile.
La competizione maschile ha previsto gare al corpo libero, al cavallo con maniglie, al volteggio, alle parallele simmetriche e alla sbarra.
La competizione femminile invece si è svolta con gare al corpo libero, al volteggio, alle parallele asimmetriche e alla trave di equilibrio.

## Risultati

### Competizione maschile
| Posiz | Squadra  | Corpo libero | Cavallo | Volteggio | Parallele | Sbarra | Totale |
| ----- | -------- | ------------ | ------- | --------- | --------- | ------ | ------ |
| 1     | Sardegna | 26.55        | 25.00   | 27.15     | 24.75     | 23.55  | 127.00 |
| 2     | Sicilia  | 24.15        | 18.95   | 26.45     | 23.40     | 15.80  | 108.75 |
| 3     | Madera   | 24.20        | 20.25   | 25.75     | 22.15     | 13.75  | 106.10 |

### Competizione femminile
| Posiz | Squadra  | Volteggio | Parallele | Trave | Corpo libero | Totale |
| ----- | -------- | --------- | --------- | ----- | ------------ | ------ |
| 1     | Corsica  | 25.10     | 25.50     | 24.50 | 24.75        | 96.85  |
| 2     | Sicilia  | 25.10     | 21.20     | 25.10 | 23.90        | 95.30  |
| 3     | Sardegna | 23.15     | 10.10     | 21.50 | 22.65        | 77.40  |
| 4     | Jersey   | 21.30     | 5.90      | 17.80 | 21.35        | 66.35  |
| 5     | Elba     | 18.60     | -         | 7.65  | 12.85        | 39.10  |

## Classifica totale
| Posiz | Squadra  | Maschile | Femminile | Totale |
| ----- | -------- | -------- | --------- | ------ |
|       | Sardegna | 127.00   | 77.40     | 204.40 |
|       | Sicilia  | 108.75   | 95.30     | 204.05 |
|       | Madera   | 106.10   | -         | 106.10 |
| 4     | Corsica  | -        | 96.85     | 96.85  |
| 5     | Jersey   | -        | 66.65     | 66.65  |
| 6     | Elba     | -        | 39.10     | 39.10  |

## Podio
| 2º posto Sicilia | 1º posto Sardegna | 3º posto Madera |